# Ruy Gómez de Silva y Mendoza
Ruy Gómez de Silva y Mendoza (Madrid, 1567-Valladolid, 18 de febrero de 1616), noble español que ostentó el título de I marqués de la Eliseda.

## Vida
Nacido en 1567 y bautizado el 22 de noviembre de ese mismo año en la parroquia de Santa María la Mayor de Madrid, era tercer hijo de Ruy Gómez de Silva, I duque de Pastrana y Estremera, I marqués de Diano etc., y su esposa Ana de Mendoza de la Cerda, hija del príncipe de Mélito. Se crio bajo la tutoría de su madre, fue menino del futuro Felipe III y gentilhombre de boca del rey Felipe II, de quien recibió las encomiendas de Bexi y Castel de Casteles en la Orden de Calatrava.
En 1596 pasó con el duque de Francavila, su hermano, al ejército que formaba en Jérez su cuñado, el duque de Medina de Sidonia, para la recuperación de Cádiz. En 1598 ya era gentilhombre de Cámara de Felipe III, y fue este monarca quien, el 18 de mayo de 1613, lo invistió con el título de marqués de la Eliseda. Falleció años después, el 18 de febrero de 1616, tras otorgar testamento el 23 de enero del mismo año ante Miguel Becerra, escribano real. Su cuerpo fue enterrado en el monasterio de Portaceli, y después se trasladó a la iglesia colegial de Aguilar de Campoó.

## Matrimonio y descendencia
El marqués casó en tres ocasiones. En primeras nupcias, con Ana de Águila Enríquez, señora de la Casa del Águila y las villas de la Eliseda, Payo de Valencia etc., que falleció en 1605. En segundas nupcias, el 2 de marzo de 1607, con Jerónima de Híjar y la Cerda, condesa de Galve, también fallecida al poco tiempo. Y, en terceras nupcias, en 1612, con Antonia Manrique de la Cerda, XI condesa de Castañeda. 
Con Antonia Manrique de la Cerda tuvo dos hijos:
- Bernardo de Silva Mendoza y Manrique de Lara, que sucedió como II marqués de la Eliseda, XII conde de Castañeda y casó con Ana María Pimentel y Vélez de Guevara.[4]
- Ana de Silva Mendoza y Manrique de Lara, que casó en primeras nupcias con Francisco Antonio de Ulloa y Zúñiga, IV marqués de la Mota y IX conde de Nieva, y en segundas con Diego Romulado de Benavides y de la Cueva, VIII conde de Santiesteban del Puerto.[4]